# Arab Club Champions Cup
De Arab Club Champions Cup is een voetbaltoernooi voor Arabische clubs naar het model van de UEFA Champions League. 
Het toernooi begon in 1982 als Arab Club Champions Cup en ging in 2003 samen met de Arabische Beker der Bekerwinnaars om zo de Arab Champions League te vormen. Tussen 2012 en 2013 stond het toernooi bekend onder de naam UAFA Club Cup. Tussen 2016 en 2017 stond het toernooi bekend onder de naam Arab Club Championship. Sinds 2017 is het toernooi weer onder zijn oude naam bekend als Arab Club Champions Cup.

## Winnaars

### Arab Champions League
| Seizoen | Winnaar                         | Score                               | Runner-up            |
| ------- | ------------------------------- | ----------------------------------- | -------------------- |
| 2009    | Espérance Sportive de Tunis TUN | 1e wedstrijd: 1-0 2e wedstrijd: 1-1 | Wydad Casablanca MAR |
| 2006    | Raja Casablanca MAR             | Finale: 1-0                         | ENPPI EGY            |
| 2005    | Al-Ittihad KSA                  | 1e wedstrijd: 2-1 2e wedstrijd: 2-0 | CS Sfaxien TUN       |
| 2004    | CS Sfaxien TUN                  | Finale: 0-0 Penalty's: 4-3          | Al-Ismaily EGY       |

### Prince Faysal bin Fahad Tournament for Arab Clubs
| Seizoen | Winnaar        | Score       | Runner-up         |
| ------- | -------------- | ----------- | ----------------- |
| 2003    | Al-Zamalek EGY | Finale: 2-1 | Al-Kuwait SC KUW  |
| 2002    | Al-Ahli KSA    | Finale: 1-0 | Club Africain TUN |

### Arab Club Champions Cup
| Seizoen | Winnaar              | Score                               | Runner-up           |
| ------- | -------------------- | ----------------------------------- | ------------------- |
| 2001    | Al-Sadd QAT          | Finale: 3-1                         | MC Oran ALG         |
| 2000    | CS Sfaxien TUN       | Finale: 2-1 a.e.t.                  | Al-Jaish SYR        |
| 1999    | Al-Shabab KSA        | Finale: 2-0                         | Al-Jaish SYR        |
| 1998    | WA Tlemcen ALG       | Finale: 2-0                         | Al-Shabab KSA       |
| 1997    | Club Africain TUN    | Finale: 2-1 a.e.t.                  | Al-Ahly EGY         |
| 1996    | Al-Ahly EGY          | Finale: 3-1                         | Raja Casablanca MAR |
| 1995    | Al-Hilal KSA         | Finale: 1-0                         | Espérance TUN       |
| 1994    | Al-Hilal KSA         | Finale: 0-0 Penalty's: 4-3          | Al-Ittihad KSA      |
| 1993    | Espérance Tunis TUN  | Finale: 3-0                         | Al-Muharraq Bahrein |
| 1992    | Al-Shabab KSA        | Finale: 2-0 a.e.t.                  | Al-Arabi UAE        |
| 1989    | Wydad Casablanca MAR | Finale: 3-1                         | Al-Hilal KSA        |
| 1988    | Al-Ittifaq KSA       | Finale: 1-1                         | Club Africain TUN   |
| 1987    | Al-Rasheed IRQ       | Finale: 2-1 a.e.t.                  | Al-Ittihad KSA      |
| 1986    | Al-Rasheed IRQ       | Championship                        | Espérance Tunis TUN |
| 1985    | Al-Rasheed IRQ       | Championship                        | USM El Harrach ALG  |
| 1984    | Al-Ittifaq KSA       | Championship                        | KAC Kenitra MAR     |
| 1982    | Al-Shorta IRQ        | 1e wedstrijd: 2-0 2e wedstrijd: 2-2 | Al-Nejmeh LIB       |